# 村井大次郎
村井 大次郎（むらい だいじろう、1962年8月24日 - ）は、日本の元ラグビー選手。

## プロフィール
- 東京都出身。
- 現役時代のポジションはフルバック(FB)[1]。
- 日本代表通算キャップ数は8でラグビーワールドカップ1987の日本代表に選ばれた[2]。

## 略歴
慶應義塾高校、慶應義塾大学を経て、1985年、丸紅に加入。同年5月26日に行われたアイルランド戦で日本代表初キャップを獲得した。